# Готовац, Яков

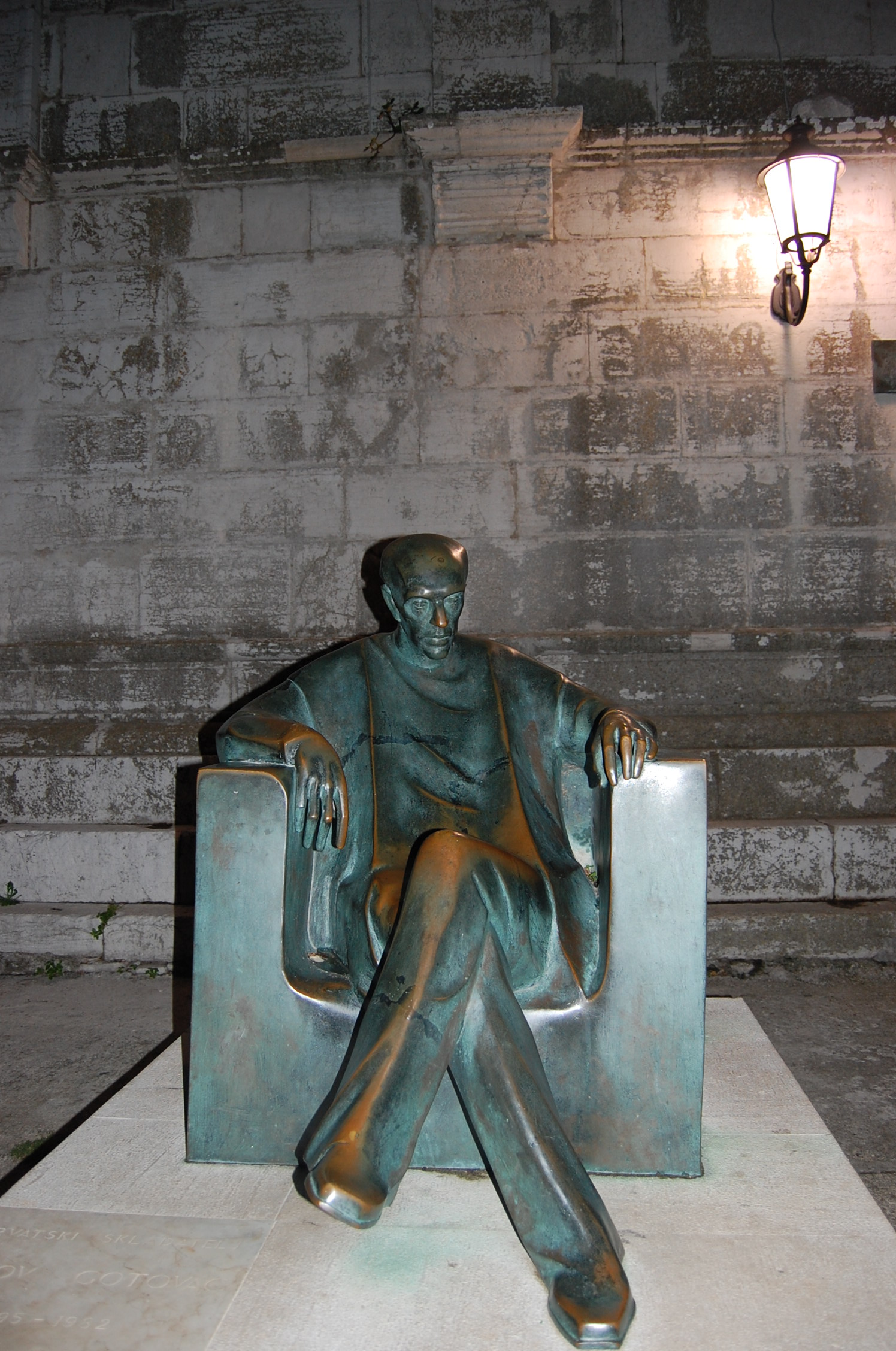
Памятник Якову Готовацу в селе Осор

Яков Готовац (Jakov Gotovac; 11 октября 1895[…], Сплит — 16 октября 1982[…], Загреб) — хорватский композитор и дирижёр. Автор известной хорватской оперы — Ero s onoga svijeta («Эро с того света»), премьера которой состоялась в Загребе в 1935 году.

## Биография
Яков Готовац родился в Сплите. Обучался у Иосифа Гатце (Josip Hatze), Кирилла Мефодия Граждира (Cyril Metoděj Hrazdira) и Антуна Добронича, которые привили Якову патриотическую направленность в музыке. Первоначально обучался на юридическом факультете в Загребе, в 1920 году полностью переключился на написание музыки. В Вене учился в классе Йохана Маркса (Johan Marx).
Вернувшись домой, в 1922 году Яков Готовац основал филармоническое общество в Шибенике. В 1923 году переехал в Загреб, где продолжал работать и как дирижёр, и как композитор до самой смерти. Около 35 лет - в период 1923 - 1958 годов Я. Готовац был оперным дирижёром в Хорватском национальном театре, также был руководителем академического музыкального общества «Младость» (Mladost, «Молодость») и хора им. Владимира заре.
Самым известным музыкальным произведением Готоваца — опера Ero s onoga svijeta на либретто, написанное Миланом Беговичем (Milan Begović). Опера стала всемирно известной? её исполняли в более 80 театрах, а либретто перевели 9-ти языках. Композитор писал произведения для оркестра, вокальной музыки, фортепианных пьес и др.
В своих произведениях Яков Готовац представлял поздний национальный романтизм, с использованием фольклора, что было источником его музыкальных идей и творческого вдохновения. В музыкальном плане композитор предпочитал симфоничную текстуру, и достаточно простую гармоничную структуру, что соответствовало народному языку, которым он восхищался.
Готовац умер в возрасте 87 лет в Загребе (тогда СФРЮ).

## Сочинения
- оркестровые произведения:
  - Simfonijsko kolo op.12, 1926;
  - Pjesma i ples s Balkana op.16, 1939;
  - Orači op.18, 1937;
  - Guslar op.22, 1940;
  - Dinarka, 1945;
  - Plesovi od Bunjevaca, 1960;
- хоровые произведения:
  - 2 скерцо, 1916;
  - 2 pjesme za muški zbor, 1918;
  - 2 pjesme čuda i smijeha, 1924;
  - Koleda, 1925;
  - Dubravka. пастораль для хора и оркестра, текст — Иван Гундулич op. 13, 1927/28;
- произведения для соло вокала:
  - Djevojka i mjesec для альта і оркестра, 1917;
  - Erotski moment za glas i glasovir, 1929;
  - 2 Sonate za bariton i orkestar, 1921;
  - Pjesme djevojčice za jedan glas i glasovir, 1923;
  - Gradom za glas i glasovir;
  - Rizvan-aga za bariton i orkestar, 1938;
  - Pjesme čežnje za glas i orkestar, 1939;
- оперы:
  - Morana op. 14, 1928/30;
  - Ero s onoga svijeta op. 17, 1933—35;
  - Kamenik  op. 23 (1939—44; UA 1946);
  - Mila Gojsalića op. 28 (1948—51; UA 1952);
  - Đerdan  op. 30, 1954/55;
  - Dalmaro op. 32 (1958; UA 1964);
  - Stanac  op. 33 (1959);
  - Petar Svačić. опера-оратория op. 35 (1969; 1971).